# 삼화콘덴서
삼화콘덴서공업 또는 삼화콘덴서(영어: samwha Capacitor)는 콘덴서 종합 제작 기업으로, 전해콘덴서를 제외한 전력용 콘덴서(FILM), 단층 세라믹 콘덴서, 적층형 콘덴서(MLCC)를 생산한다.

## 제품
인포테이먼트(네비게이션, 오디오 등) 위주로 전장용 MLCC를 공급했다.
전해콘덴서를 제외한 적층세라믹콘덴서(MLCC), 전력용 콘덴서(FILM) 등의 제품을 생산 중으로 전체 매출에서 MLCC가 약 50%를 차지한다.